# AB Svea Film
AB Svea Film, svenskt film- och distributionsbolag grundat 1931 Bolaget producerade bland annat Vi Masthuggspojkar (1940) och 91:an Karlsson slår knock out (1957). Per Håkansson var produktionschef. Jack S. Kotschack var reklamchef på AB Svea Film på 1950-talet och var även filmproducent. 